# Miloš Ondráček
Miloš Ondráček (* 15. září 1936 Praha-Libeň) je český grafik a rytec.

## Život a dílo
V letech 1951 až 1955 se učil rytectví na uměleckoprůmyslové škole v Turnově. V 60. letech začal pracovat jako rytec ve Státní tiskárně cenin, kde tehdy jako dílovedoucí v grafickém oddělení pracoval Jindřich Schmidt, kterého pak v této funkci nahradil. Provádí ryteckou transkripci návrhů bankovek a poštovních známek. Kromě spolupráce při tvorbě českých bankovek, spolupracoval v 60. letech při tvorbě kubánské bankovky. Byl rytcem okolo 400 československých, českých a slovenských poštovních známek; v jednom případě spolupracoval při tvorbě poštovní známky, vydané poštovní správou USA.